# Elección municipal de San Salvador de 2009
La elección municipal de San Salvador de 2009 se llevó a cabo el día domingo 18 de enero de 2009, en ella se eligió el alcalde de San Salvador para el período 2009 - 2012. El resultado final fue la victoria para Norman Quijano del partido ARENA, luego de derrotar en las urnas a la candidata del FMLN, Violeta Menjívar.